# Гостєв Вадим В'ячеславович
Вадим В'ячеславович Гостєв (нар. 19 січня 1987, Одеса, УРСР) — український футболіст, півзахисник канадського клубу «Воркута» (Торонто). Майстер спорту міжнародного класу (з 2007 року).

## Життєпис
Футболом розпочав займатися в одеській ДЮСШ-11. Перша доросла команда - хмельницьке «Поділля». Дебютував у професійному футболі 23 червня 2006 року в матчі з львівськими «Карпатами» (3:1).
У 2007 році в складі студентської збірної виступав на літній Універсіаді в Таїланді, де українська команда завоювала золоті медалі. Після перемоги на універсіаді був нагороджений званням - майстер спорту міжнародного класу.
Влітку 2009 року був запрошений в молдовський клуб «Сфинтул Георге» (Суручени). З цією командою 5 липня 2009 року в матчі першого туру проти «Ністру» дебютував у вищому дивізіоні національного чемпіонату. Після першого кола турніру покинув розташування команди.
На початку 2010 року повернувся на Україну. Грав в харківському «Геліосі». Потім вийшов з МФК «Миколаїв» у Першу лігу. Далі півроку грав в южненській «Реал Фармі». Взимку 2011-2012 років оскільки мав уже два переходи, не міг заявитися в професійний клуб. В цей час виступав за команду черкаської області «Ретро», з нею виїжджав на турніри до Європи. 
Наступний сезон провів в «Одесі». Після розформування команди перейшов у миколаївську «Енергію». У 2015 році захищав колори одеської «Жемчужини». У 2016 році виїхав до Канади, де підписав контракт з клубом «Юкрейн Юнайтед» з Канадської футбольної ліги. Зіграв 21 матч та відзначився 1 голом й допоміг клубу фінішувати на 2-му місці за підсумками регулярного сезону. У 2017 році приєднався до іншого канадського клубу, «Воркута» (Торонто).

## Досягнення
- Друга ліга чемпіонату України
  -  Чемпіон (1): 2010/11

- Літня Універсіада
  -  Чемпіон (1): 2007

## Державні нагороди
- Медаль «За працю і звитягу» (06.09.2007)[10]